# 1950 v športu
1950 v športu. 

## Avto - moto šport
- Formula 1: Giuseppe Farina, Italija, Alfa Romeo, je slavil s tremi zmagami in 30 točkami
- 500 milj Indianapolisa: slavil je Johnnie Parsons, ZDA, z bolidom Kurtis Kraft/Offenhauser, za moštvo Kurtis Kraft[1]

## Kolesarstvo
- Tour de France 1950: Ferdy Kübler, Švica
- Giro d'Italia: Hugo Koblet, Švica

## Košarka
- NBA: Minneapolis Lakers slavijo s 4 proti 2 v zmagah nad Syracuse Nationalsi[2]

## Nogomet
- Svetovno prvenstvo v nogometu - Brazilija 1950: Urugvaj je slavil pred Brazilijo, tretja je bila Švedska[3]

## Smučanje
- Alpsko smučanje: 
  - Svetovno prvenstvo v alpskem smučanju - Aspen 1950:
  - Moški: 
    - Slalom: Georges Schneider, Švica
    - Veleslalom: Zeno Colò, Italija
    - Smuk: Zeno Colò, Italija

  - Ženske: 
    - Slalom: Dagmar Rom, Avstrija
    - Veleslalom: Dagmar Rom, Avstrija
    - Smuk: Trude Jochum-Beiser, Avstrija

- Nordijsko smučanje:  
  - Svetovno prvenstvo v nordijskem smučanju - Lake Placid/Rumford 1950: 
    - Smučarski skoki: 
      - Velika skakalnica: 1. Hans Bjørnstad, Norveška, 2. Thure Lindgren Švedska, 3. Arnfinn Bergmann, Norveška

## Tenis
- Moški:
  - Odprto prvenstvo Avstralije: Frank Sedgman, Avstralija[4]
  - Odprto prvenstvo Anglije - Wimbledon: Budge Patty, ZDA[5]
- Ženske: 
  - Odprto prvenstvo Avstralije: Louise Brough, ZDA[6]
  - Odprto prvenstvo Anglije - Wimbledon: Louise Brough Clapp, ZDA[7]
- Davisov pokal: Avstralija je slavila s 4-1 proti ZDA[8]

## Hokej na ledu
- NHL - Stanleyjev pokal: Detroit Red Wings slavijo s 4 proti 3 v zmagah nad New York Rangers
- SP 1954: 1. Kanada, 2. ZDA, 3. Švica[9]

## Rojstva
- 18. januar: Gilles Villeneuve, kanadski dirkač Formule 1
- 26. januar: Ivan Hlinka, češki hokejist
- 27. januar: Jiří Bubla, češki hokejist
- 29. januar: Jody Scheckter, južnoafriški dirkač Formule 1
- 7. februar: Marilyn E. Cochran Brown, ameriška alpska smučarka
- 10. februar: Mark Spitz, ameriški plavalec
- 22. februar: Julius Erving, ameriški košarkar
- 23. februar: Björn Johansson, švedski hokejist
- 12. marec: Javier Clemente, španski nogometaš in trener
- 12. marec: Traudl Treichl, nemška alpska smučarka
- 24. marec: Vladimir Krikunov, ruski hokejist in hokejski trener
- 13. april: Jiří Crha, češki hokejist
- 5. junij: Adrian Cosma, romunski rokometaš
- 6. junij: Jiří Novák, češki hokejist
- 5. avgust: Rosi Mittermaier, nemška alpska smučarka
- 12. avgust: Aleksander Sidelnikov, ruski hokejist
- 16. avgust: Wiltrud Drexel, avstrijska alpska smučarka
- 2. september: Zvonimir Serdarušić, jugoslovanski (bosansko-hrvaški) rokometaš in rokometni trener
- 5. september: Miloš Janša, slovenski veslač
- 29. september: Rolf Edberg, švedski hokejist
- 4. november: Jelko Gros, slovenski trener smučarskih skokov
- 6. december: Guy Drut, francoski atlet